# Atletismo nos Jogos Pan-Americanos de 2019 - 100 m masculino
A competição dos 100 m rasos masculino foi um dos eventos do atletismo nos Jogos Pan-Americanos de 2019, em Lima, no Peru. A prova foi realizada entre os dias 6 e 7 de agosto. 

## Calendário
Horário local (UTC-5).
| Data        | Horário | Fase      |
| ----------- | ------- | --------- |
| 6 de agosto | 15:35   | Semifinal |
| 7 de agosto | 16:52   | Final     |

## Medalhistas
| Ouro   | USA Mike Rodgers      |
| Prata  | BRA Paulo de Oliveira |
| Bronze | ANT Cejhae Greene     |

## Recordes
Recordes mundial e pan-americano antes da disputa dos Jogos Pan-Americanos de 2019.
| Tipo                             | Atleta      | Tempo | Local       | Data                  |
| -------------------------------- | ----------- | ----- | ----------- | --------------------- |
|                                  | Usain Bolt  | 9.58  | Berlim      | 16 de agosto de 2009  |
| Recorde dos Jogos Pan-Americanos | Kim Collins | 10.00 | Guadalajara | 24 de outubro de 2011 |

## Resultados

### Semifinal
Qualificação: Os 2 primeiros em cada bateria (Q) e os 2 mais rápidos (q) se classificaram para a final. Os resultados foram os seguintes: 
Vento:
Bateria 1: +0,3 m / s, Bateria 2: +0,3 m / s, Bateria 3: -0,3 m / s
| Colocação | Bateria | Atleta                | Nacionalidade             | Tempo | Notas |
| --------- | ------- | --------------------- | ------------------------- | ----- | ----- |
| 1         | 2       | Rodrigo do Nascimento | BRA Brasil                | 10.27 | Q     |
| 2         | 3       | Paulo de Oliveira     | BRA Brasil                | 10.29 | Q     |
| 3         | 2       | Mike Rodgers          | USA Estados Unidos        | 10.29 | Q     |
| 4         | 1       | Cejhae Greene         | ANT Antígua e Barbuda     | 10.31 | Q     |
| 5         | 3       | Rasheed Dwyer         | JAM Jamaica               | 10.32 | Q     |
| 6         | 1       | Cravon Gillespie      | USA Estados Unidos        | 10.32 | Q     |
| 7         | 1       | Jason Rogers          | SKN São Cristóvão e Neves | 10.36 | q     |
| 8         | 1       | Keston Bledman        | TTO Trinidad e Tobago     | 10.40 | q     |
| 9         | 1       | Oshane Bailey         | JAM Jamaica               | 10.43 |       |
| 10        | 3       | Gavin Smellie         | CAN Canadá                | 10.43 |       |
| 11        | 1       | Reynier Mena          | CUB Cuba                  | 10.43 |       |
| 11        | 1       | Jhonny Renteria       | COL Colômbia              | 10.43 |       |
| 13        | 2       | Kemar Hyman           | CAY Ilhas Cayman          | 10.44 |       |
| 14        | 3       | Mario Burke           | BAR Barbados              | 10.46 |       |
| 15        | 3       | Christopher Valdez    | DOM República Dominicana  | 10.51 |       |
| 16        | 1       | Mobolade Ajomale      | CAN Canadá                | 10.54 |       |
| 17        | 3       | Akanni Hislop         | TTO Trinidad e Tobago     | 10.60 |       |
| 18        | 2       | Emanuel Archibald     | GUY Guiana                | 10.60 |       |
| 19        | 2       | Mayovanex de Oleo     | DOM República Dominicana  | 10.61 |       |
| 20        | 2       | Warren Fraser         | BAH Bahamas               | 10.62 |       |
| 21        | 3       | Diego Palomeque       | COL Colômbia              | 10.65 |       |
| 22        | 2       | Enrique Polanco       | CHI Chile                 | 10.69 |       |
| 23        | 3       | Andy Martínez         | PER Peru                  | 10.81 |       |
| 24        | 2       | Harlyn Pérez          | CUB Cuba                  | DSQ   |       |

### Final
Os resultados foram os seguintes:  
Vento: -0.5
| Colocação         | Faixa | Atleta                | Nacionalidade             | Tempo | Notas |
| ----------------- | ----- | --------------------- | ------------------------- | ----- | ----- |
| Medalha de ouro   | 7     | Mike Rodgers          | USA Estados Unidos        | 10.09 |       |
| Medalha de prata  | 5     | Paulo de Oliveira     | BRA Brasil                | 10.16 |       |
| Medalha de bronze | 6     | Cejhae Greene         | ANT Antígua e Barbuda     | 10.23 |       |
| 4                 | 4     | Rodrigo do Nascimento | BRA Brasil                | 10.27 |       |
| 5                 | 8     | Rasheed Dwyer         | JAM Jamaica               | 10.32 |       |
| 6                 | 9     | Cravon Gillespie      | USA Estados Unidos        | 10.38 |       |
| 7                 | 2     | Jason Rogers          | SKN São Cristóvão e Neves | 10.40 |       |
| 8                 | 3     | Keston Bledman        | TTO Trinidad e Tobago     | 10.43 |       |

Legenda
| Recorde mundial                  | Recorde mundial (World record)               |                       | Recorde africano                      | Recorde africano (African) |                                           | Q | Classificado por posição (Qualified) |
| Recorde dos Jogos Pan-Americanos | Recorde pan-americano (Pan-American record)  | Recorde da América    | Recorde da América (Americas)         | q                          | Classificado por melhor tempo (Qualified) |   |                                      |
| Melhor marca do ano              | Melhor marca do ano (World leading)          | Recorde asiático      | Recorde asiático (Asian)              | DNS                        | Não largou (Did not start)                |   |                                      |
| Recorde nacional                 | Recorde nacional (National record)           | Recorde europeu       | Recorde europeu (European)            | DNF                        | Não terminou (Did not finish)             |   |                                      |
| Recorde pessoal                  | Recorde pessoal do atleta (Personal best)    | Recorde da Oceania    | Recorde da Oceania (Oceania)          | DSQ / DQ                   | Desclassificado (Disqualified)            |   |                                      |
| Recorde da temporada             | Recorde da temporada do atleta (Season best) | Recorde sul-americano | Recorde sul-americano (South America) | NM                         | Sem marca (No mark)                       |   |                                      |